# Machi (chaman)
Pour les articles homonymes, voir Machi.
 (août 2022).

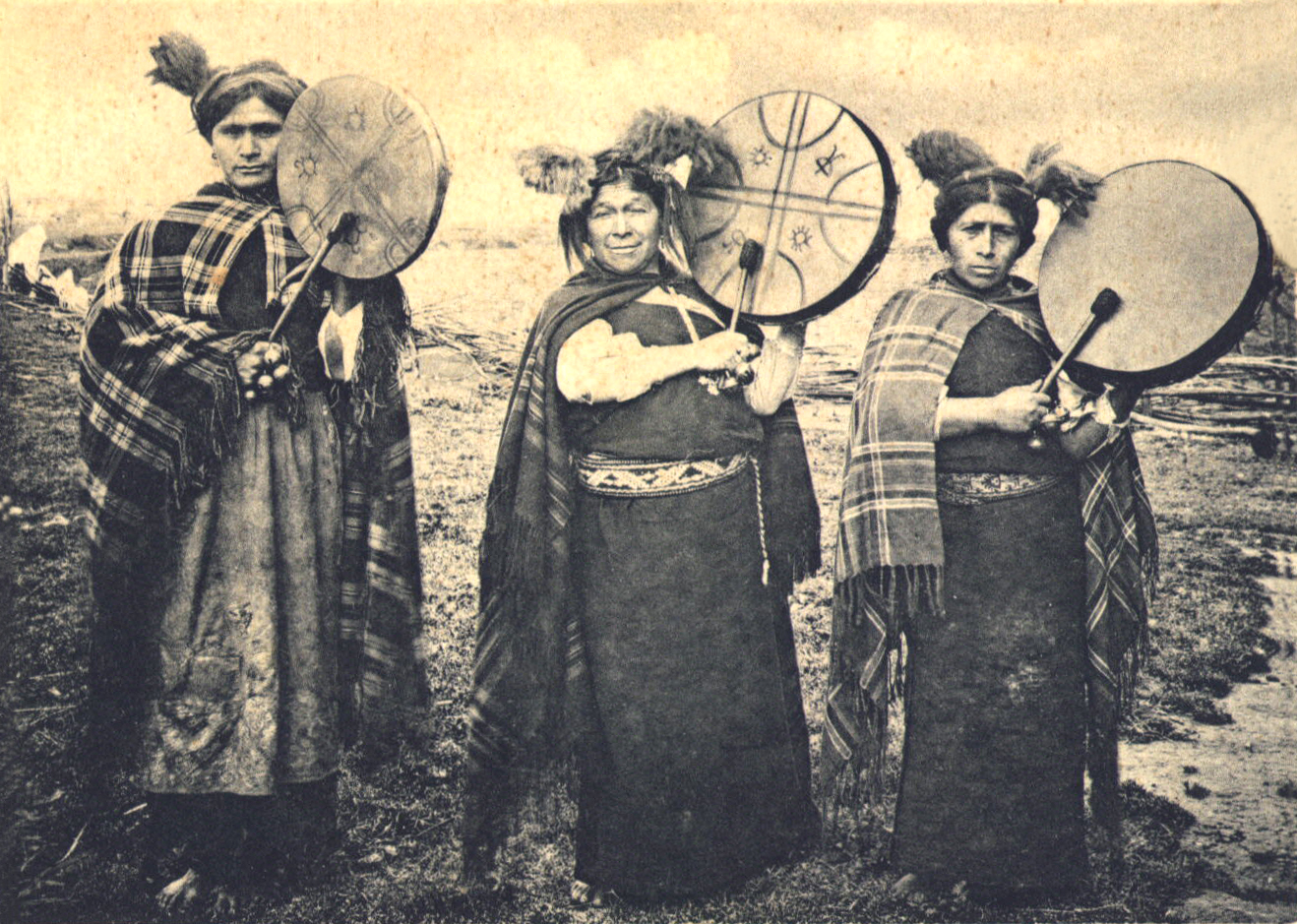
Machis mapuches en 1903

Un machi est un guérisseur traditionnel et un chef religieux de la culture mapuche du Chili et de l'Argentine. Les Machis jouent un rôle important dans la religion mapuche . Dans la culture mapuche contemporaine, les femmes sont plus communément machis que les hommes. 

## Description

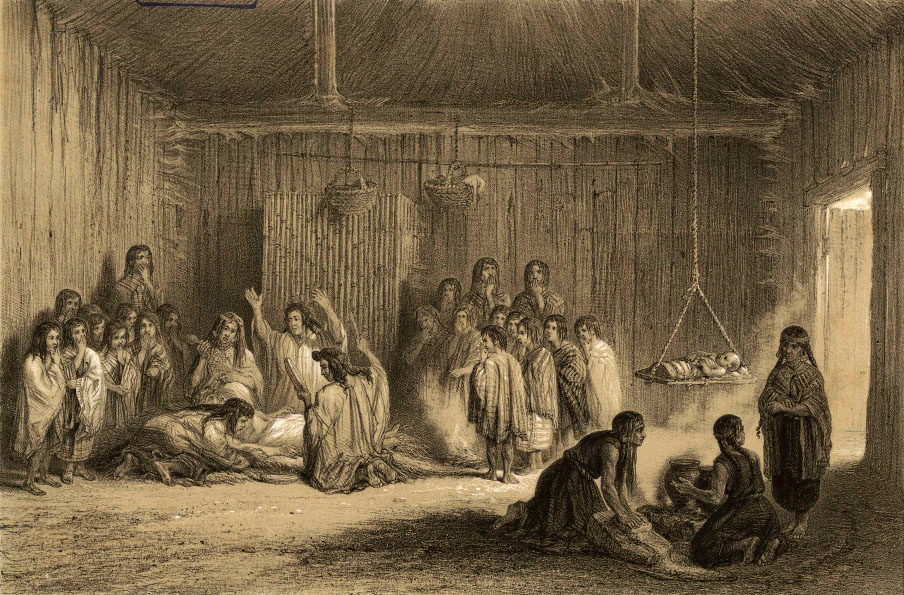
Illustration d'un machi en train de guérir un patient, tiré de l'Atlas d'histoire historique physique et politique du Chili (Atlas de l histoire politique et politique du Chili), par Claudio Gay

En tant qu'autorité religieuse, un machi dirige des cérémonies de guérison, appelées Machitun. Pendant le machitun, le machi communique avec le monde des esprits. Les machis servent également de conseillers et d'oracles pour leur communauté. Autrefois, ils dispensaient leurs conseils en ce qui concerne la paix et la guerre. 
Le terme est parfois interchangeable avec le mot kalku ; toutefois, kalku a une connotation généralement mauvaise, alors que machi est généralement considéré comme bon; ceci n'est cependant pas toujours vrai, car dans l'usage courant, les termes peuvent être interchangés. 
Les Mapuches vivent dans le sud de l'Amérique du Sud, principalement dans le centre du Chili (Araucanía et Los Lagos) et dans les régions adjacentes de l'Argentine . 
Pour devenir machi, un Mapuche doit faire preuve de caractère, de volonté et de courage, car l'initiation est longue et pénible. Habituellement, une personne est sélectionnée dès la petite enfance en fonction des critères suivants: 
- des rêves prémonitoires
- des révélations surnaturelles
- l'influence de la famille
- l'héritage
- son pouvoir de guérir la maladie
- sa propre initiative

Le machiluwun est la cérémonie de consécration d'un nouveau machi. L'enfant choisi vivra six mois avec un machi dédié, où il ou elle acquiert les compétences nécessaires pour exercer le rôle de machi. 
Le machi est considéré comme une personne de grande sagesse, possédant des pouvoirs de guérison et est le personnage principal de la médecine mapuche. Le machi a une connaissance détaillée des herbes médicinales et d’autres remèdes. On dit aussi qu’il possède le pouvoir des esprits et la capacité d’interpréter les rêves, appelé pewma (prononciation API: /pewma/ ) à Mapudungun. On dit également que les machis aident les communautés à identifier des sorciers ou d'autres individus qui utilisent des pouvoirs surnaturels pour faire du mal. 
La médecine traditionnelle mapuche est de plus en plus acceptée dans la société chilienne au sens large. 

## Le genre
Devenir machi est une transformation spirituelle qui favorise la circulation du spectre des spectres du genre. Dans les rituels et les cérémonies machi, le genre est fluide et dynamique. La majorité des machi sont des femmes, mais les hommes peuvent aussi être des machis. Le pouvoir machi est généralement transmis par la grand-mère maternelle. Le genre n'est pas déterminé par le sexe, comme c'est généralement le cas dans la société chilienne, mais plutôt par l'identité et la spiritualité et est ambigu chez machi. Certains érudits ont baptisé cela "cogender" (mot anglais co- à le même sens qu'en français et vient de cum, "avec", gender signifie "genre" et désigne une identité à la fois féminine et masculine). La plupart de ces recherches ont porté sur les hommes et la féminité par rapport aux femmes et la masculinité, mais toutes les formes de fluidité entre les sexes sont présentes dans la culture machi. Au cours de certaines cérémonies, le genre est transcendé et transformé spirituellement, où les binaires entre les sexes n'existent pas et où de nouvelles identités de genre sont explorées. 